# USS Paul Hamilton (DDG-60)
Pour les autres navires du même nom, voir USS Paul Hamilton.
L’USS Paul Hamilton (DDG-60) est un destroyer américain de la classe Arleigh Burke. Il est nommé d'après Paul Hamilton, troisième secrétaire à la Marine des États-Unis. 
Commissionné en 1995 et toujours en service en 2014, il a été construit au chantier naval Bath Iron Works dans le Maine et son port d’attache est Pearl Harbor (Hawaï).